# Torpor
Designa-se por torpor um estado mental natural, causado por alguma doença ou induzido, que pode durar de poucas horas até meses. Torpor e hibernação são coisas diferentes.
Algumas espécies de animais utilizam para poupar energia, mas é diferente do sono normal. Pode ser feito de várias maneiras: baixando, diminuindo a temperatura corporal (hipotermia), diminuindo o ritmo cardíaco, a respiração e diminuição das funcionalidades de outras funções do corpo.
É vital para algumas espécies realizarem o torpor para aguentar baixas temperaturas e guardar energias por longos períodos sem alimento, o que acontece normalmente no inverno. Também são modificadas funções biológicas, algumas espécies mudam o metabolismo para produzir amônia em vez de ureia que é mais tóxica. Algumas espécies entram em torpor no verão, que é o caso de animais aquáticos que vivem em regiões que ocorrem secas prolongadas, para sobreviver sem alimento e com baixa oxigenação.
Exemplo de animais que entram em torpor:
- Morcego
- Beija-flor
- Marmota
- Tâmia
- Dipnoicos
- Cão-guaxinim